# Vale de Santiago
Vale de Santiago é uma povoação portuguesa sede da Freguesia de Vale de Santiago do município de Odemira, freguesia com 59,24 km² de área e 823 habitantes (censo de 2021), tendo, por isso, uma densidade populacional de 13,9 hab./km².
O nome "Vale de Santiago" tem origem na Ordem de Santiago, ao qual pertencia o lugar. É uma freguesia do interior do município, situada entre o rio Sado e a ribeira de Campilhas, predominando a planície.
Santa Catarina é a padroeira da freguesia, que é homenageada na festa religiosa de 25 de Novembro. A feira anual de Vale de Santiago realiza-se no último sábado de Agosto e no primeiro domingo de Setembro nas Fornalhas Velhas. Ao nível associativo, conta com a Sociedade Recreativa de Vale de Santiago e com o Centro Cultural e Desportivo das Fornalhas Velhas.
Nesta freguesia há ainda a registar o monte de Columbais, onde se diz ter nascido Cristóvão Colombo.
O monte da Comuna (do qual já pouco resta), onde um grupo de anarquistas, liderados por António Gonçalves Correia, criou a chamada Comuna da Luz, que deu origem à revolta dos trabalhadores rurais do Vale de Santiago na crise de 1918. A Comuna da Luz está também associada à morte de Sidónio Pais: o assassino do então Presidente-Rei foi José Júlio da Costa, agrário de Garvão, quem serviu de mediador entre as autoridades e os revoltosos do Vale de Santiago.
Além da sede, as principais localidades da Freguesia são: Fornalhas Velhas, Parreiras e Água Branca.

## Património
- Igreja Paroquial de Bicos
- Igreja Paroquial de Vale de Santiago
- Moinho de vento da Abutreira
- Moinho de vento do Cerro Alto
- Moinho de vento do Chaveiro
- Moinho de vento de Grandaços
- Moinho de vento de João Pais de Cima (Bicos)

## Demografia
Nota: Com lugares desta freguesia foi criada pela Lei n.º 56/88,  de 23 de maio, a Freguesia de Bicos.
A população registada nos censos foi:
| Distribuição da População por Grupos Etários | Distribuição da População por Grupos Etários | Distribuição da População por Grupos Etários | Distribuição da População por Grupos Etários | Distribuição da População por Grupos Etários |
| -------------------------------------------- | -------------------------------------------- | -------------------------------------------- | -------------------------------------------- | -------------------------------------------- |
| Ano                                          | 0-14 Anos                                    | 15-24 Anos                                   | 25-64 Anos                                   | > 65 Anos                                    |
| 2001                                         | 85                                           | 93                                           | 316                                          | 201                                          |
| 2011                                         | 43                                           | 47                                           | 290                                          | 174                                          |
| 2021                                         | 54                                           | 64                                           | 421                                          | 284                                          |